# Cicero Moraes

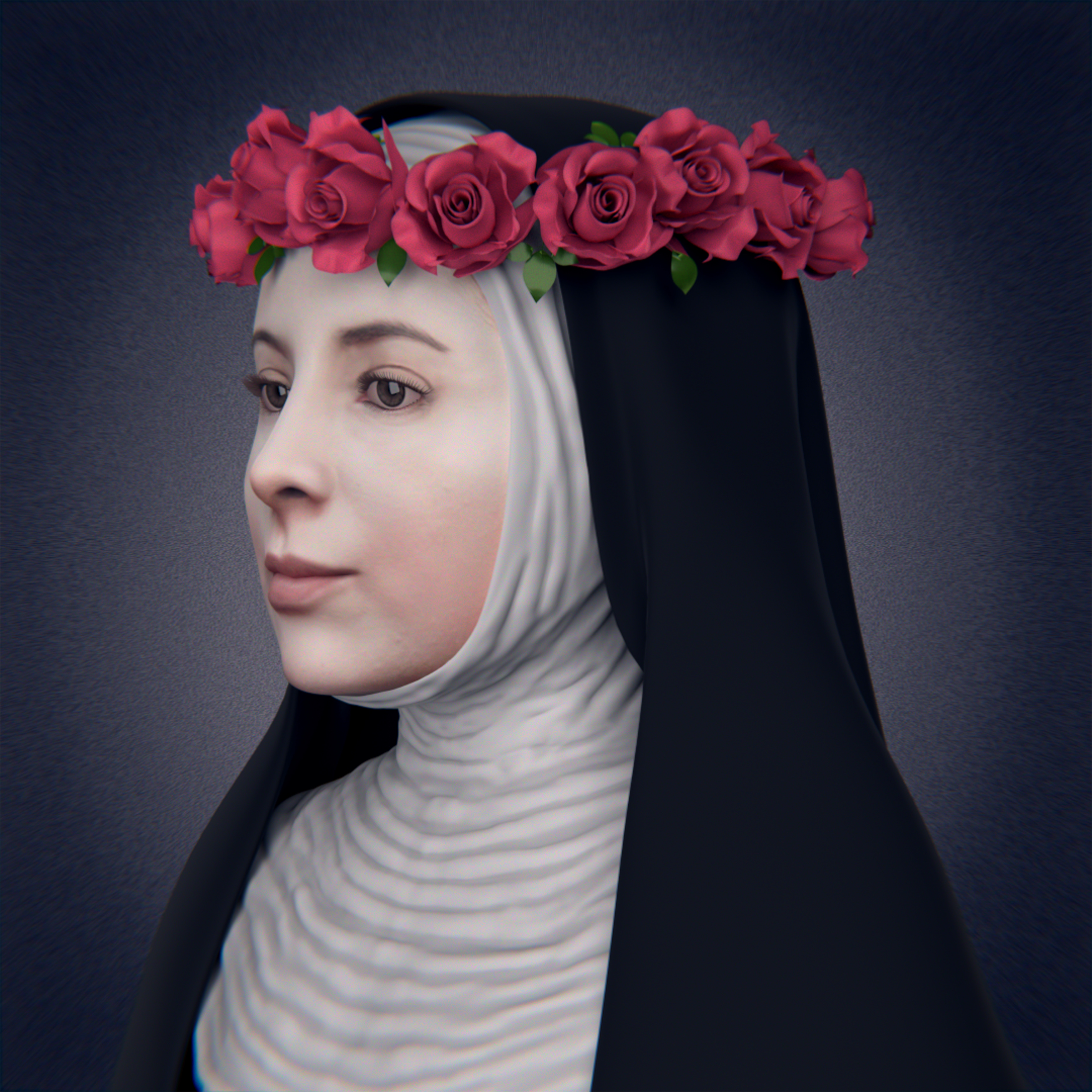
Rekonstruktion av Rosa av Limas ansikte

Cicero Moraes, född 13 november 1982, är en brasiliansk 3D-designer som är specialiserad i rättsmedicinsk ansiktsrekonstruktion och design samt modellering av proteser till människor och djur.
Han var ansvarig för rekonstruering av ansikten av oräkneliga religiösa och historiska figurer så som Antonius av Padua, Sankt Valentin och Sipáns herre.
På veterinärområdet har han digitalt utformat och modellerat protetik för olika djur, inklusive en hund, en gås, en tukan, en ara och en sköldpadda.
Han är medlem i Mensa och Intertel.